# 布魯克林鎮區 (伊利諾伊州斯凱勒縣)
布魯克林鎮區（英語：Brooklyn Township）是位於美國伊利諾伊州斯凱勒縣的一個行政鎮區。

## 地方資料
根據2010年美國人口普查的數據，布魯克林鎮區的面積為96.10平方千米，當中陸地面積為96.10平方千米，而水域面積為0.00平方千米。當地共有人口199人，而人口密度為每平方千米2.07人。